# Monte Rinjani
El Rinjani o Gunung Rinjani es un estratovolcán activo en Indonesia, en la isla de Lombok. Administrativamente la montaña está en la regencia de Lombok del Norte, en la provincia de Nusatenggara Occidental. Tiene una altitud de 3.726 metros, lo que lo convierte en el segundo volcán más alto de Indonesia. En la cima del volcán hay una caldera de 6 km por 8,5 km, la cual está parcialmente llena por el lago de cráter Segara Anak. El lago está aproximadamente a 2.000 metros sobre el nivel del mar y tiene unos 200 metros de profundidad; la caldera también contiene aguas termales.

## Erupción de 1258
Una erupción masiva del Rinjani en el año 1258 pudo haber desencadenado la Pequeña Edad de Hielo.
La erupción del Monte Rinjani (Erupción de Samalas )  puede rastrearse a partir de los depósitos que dejó y el análisis de los núcleos de hielo hacen pensar que la erupción tuvo lugar en el verano del norte probablemente.
La erupción tuvo varias fases:
Fase 1: Conocida como P1 revela que la erupción comenzó con una erupción freàtica que depositó 3 cm de ceniza en 400 km².
Fase 2: La fase P2 se produjo a continuación de la primera fase y comenzó con una erupción magmática con caída de tefra que alcanzó un espesor de 8 cm tanto en contra del viento en el este de Lombok como en Bali esto fue seguido con emisión de lapilli y flujos piroclásticos que cruzaron 10 km del Mar de Bali llegando a las Islas Gili mientras que los bloques de Piedra Pómez cubrían el Estrecho de Alas entre Lombok y Sumbawa, en esta fase los depósitos muestran evidencia de interacción entre el agua y el magma por lo que esta fase de erupción fue freática. A esta etapa le siguieron 3 episodios de lluvia de piedra pómez que se depositó a distancias de 61 km contra el viento predominante en Sumbawa donde alcanza un espesor de 7 cm.
Fase 3: La fase P3 se produjo tras la lluvia de piedra pómez de la fase P2 y consistió en la generación de flujos piroclásticos causados por el colapso de la columna eruptiva, en este momento la erupción cambió de etapa generadora de columna de erupción a una especie de fuente los flujos piroclásticos fueron desviados por la topografía de Lombok llenando valles y moviéndose a través de obstáculos.
La columna de erupción alcanzó una altura de 42 km entrando en la Tropopausa influyendo en el clima global, en total 40 km³ de magma traquidacítico con alto contenido de azufre fue expulsado, 130 km³ de tefra y piroclasto fue expulsado dando a esta erupción un IEV de 7.
Un gran evento volcánico producido en 1257-1258 se descubrió a partir del análisis de núcleos de hielo que indican un gran pico de sulfato y deposición de tefra, se trata del mayor pico en 7000 años y el doble del pico de la erupción del Monte Tambora, también se descubrieron alteraciones climáticas en anillos de árboles y en registros medievales que cuentan fenómenos climáticos extremos pero no se pudo encontrar el volcán ya que los volcanes que se creía que podían ser los responsables no coincidían con la química de los picos de azufre.
El vínculo de ese pico con el Monte Rinjani se estableció en 2013 sobre la base de datación por Radiocarbono de los árboles de la isla y el Babad Lombok una serie de escritos en javanés antiguo y escritos en hojas de palma sobre una erupción catástrofica en Lombok ocurrida antes de 1300 sugirieron a Franck Lavigne un geocientífico de la Universidad Pantheon-Sorbonne que el Monte Rinjani era el responsable de los eventos climáticos de 1257-1258 confirmada al comparar la geoquímica de los fragmentos de vidrio encontrados en los núcleos de hielo con los depósitos de la erupción de Lombok que se vio reforzada con el análisis de la tefra encontrada en los núcleos de hielo polar con los productos de la erupción de Samalas confirmando la localización

## Parque nacional Rinjani
El volcán y la caldera están protegidos por el parque nacional de Gunung Rinjani establecido en 1997. El turismo está aumentando su popularidad; los excursionistas pueden visitar la orilla, caminar hasta la caldera o incluso ascender al punto más alto. Los accidentes, sin embargo, son comunes. En julio de 2009 la ruta hacia la cima fue cerrada debido a la actividad volcánica en ese tiempo, y reabierta cuando la actividad disminuyó. Desde principios de 2010 hasta mayo de 2010 el acceso a Rinjani fue restringido en ocasiones debido a la actividad volcánica.